# Sejo de Joseon
Sejo (en hangul, 세조; en hanja, 世祖; 7 de noviembre de 1417-23 de septiembre de 1468), nombre personal Yi Yu (이유, 李瑈), a veces conocido como Gran Príncipe Suyang (수양대군, 首陽大君), fue el séptimo monarca de la dinastía Joseon de Corea. Fue el segundo hijo de Sejong el Grande y tío del rey Danjong, a quien arrebatço el trono mediante un golpe de Estado en 1453.

## Biografía

### Primeros años
Nacido en 1417 como el cuarto hijo y segundo varón del Gran Príncipe Chungnyeong (futuro rey Sejong) con su esposa principal, la dama Shim del clan Cheongsong Shim (futura reina Soheon), mostró gran habilidad en el tiro con arco, la equitación y las artes marciales, y también fue un brillante comandante militar, aunque nunca llegó a ir al frente de batalla. También poseía talento musical, lo que encantaba a su padre, quien afirmaba que el príncipe podía lograr muchas cosas grandes si se lo proponía. En 1428 recibió el título de Gran Príncipe Suyang, por el que es más conocido.

### Ascenso al poder
Tras la muerte del rey Sejong en 1450, el hermano enfermo de Suyang, Yi Hyang (más tarde conocido como el rey Munjong), tomó el trono, pero murió dos años más tarde, y la corona pasó a su hijo de 12 años, Yi Hong-wi (nombrado póstumamente rey Danjong). El nuevo monarca era demasiado joven para gobernar la nación, por lo que el poder efectivo estaba en manos del consejero de Estado jefe Hwangbo In y el general Kim Jong-seo, que era el consejero de Estado de la izquierda. Mientras Kim Jong-seo y su facción aprovecharon la oportunidad para extender el poder de los funcionarios de la corte a expensas de los miembros de la familia real, aumentó enormemente la tensión entre aquel y Suyang, así como su hermano menor, el Gran Príncipe Anpyeong, que también buscaba una oportunidad para tomar el control del país.
Para conseguir el apoyo de la dinastía Ming, Suyang se convirtió en embajador en 1452. También se rodeó de aliados de confianza, incluido su famoso estratega Han Myeong-hoe, quien le aconsejó tomar el gobierno mediante un golpe de Estado. Este se produjo en 1453; Suyang mató a Kim Jong-seo y eliminó su facción, tomando así las riendas del poder. Después del golpe, arrestó a su propio hermano, el Gran Príncipe Anpyeong; en un primer momento lo envió al exilio, pero luego acabó condenándolo a muerte.

### Reinado
Finalmente, en 1455 Suyang obligó al rey desvalido a abdicar, declarándose nuevo gobernante de Joseon (hoy conocido por el nombre del templo 'Sejo').
Después de que su hermano menor, el Gran Príncipe Geumsung, y seis eruditos, entre los cuales Seong Sam-mun, Park Paeng-nyeon y Yi Gae, conspiraran para sacarlo del poder en un intento de poner a su sobrino de nuevo en el trono, Suyang degradó al exrey de «rey emérito» (Sangwang, 상왕, 上王) a «príncipe Nosan"» (Nosan-gun, 노산군, 魯山君) y más tarde le ordenó suicidarse con veneno.
A pesar de haber arrebatado el trono a su joven sobrino y haber matado a muchas personas en el proceso, Sejo demostró ser uno de los gobernantes y administradores más capaces de la historia de Corea. En primer lugar, continuó el legado del rey Taejong de fortalecer la monarquía debilitando el poder del Consejo de Estado y poniendo a los funcionarios directamente bajo el control del rey. También desarrolló aún más el sistema administrativo, que también había sido introducido por Taejong, lo que permitió al gobierno determinar las cifras exactas de población y movilizar tropas de manera efectiva (esto provocó la rebelión de Yi Si-ae, que reprimió él mismo). Al igual que Taejong, Sejo era  partidario de la línea dura en materia de política exterior y atacó a los yurchen en el frente norte en 1460 (오랑캐, 兀良哈) y 1467 (호리개, 胡里改). También revisó la ordenanza territorial para mejorar la economía nacional y fomentó la publicación de libros de historia, economía, agricultura y religión.
El propio Sejo recopiló una serie de libros basados en sus intereses. Uno de ellos es Seokbosangjeol, una biografía de Gautama Buda. Los demás son Worinseokbo (월인석보, 月印釋譜) y Yeokdaebyeongyo (역대병요, 歷代兵要). Uno de sus mayores logros fue el progreso cultural que Joseon logró durante su reinado, como el establecimiento de la música de la corte Jongmyo. Su padre, el rey Sejong, siempre había querido utilizar música coreana en lugar de música china para los rituales ancestrales, pero los funcionarios conservadores de la corte pensaban que la música china era muy superior a la coreana y detuvieron los esfuerzos de Sejong. Sin embargo, cuando el rey Sejo subió al trono, modificó la música ritual compuesta por su padre y la utilizó para los rituales ancestrales reales; ahora está inscrita como Patrimonio Cultural Inmaterial de la Humanidad por la UNESCO.
Más importante aún es que compiló el Gran Código de Administración Estatal, que se convirtió en la piedra angular de la administración dinástica y proporcionó la primera forma de ley constitucional escrita en Corea.

### Muerte
Sejo murió en 1468 y el trono pasó a su segundo hijo, Yi Hwang (Yejong de Joseon), que estaba enfermo. Su tumba se conoce como Gwangneung (광릉) y se encuentra en Namyangju, Corea del Sur.

## Familia
- Padre: Rey Sejong de Joseon (15 de mayo de 1397-8 de abril de 1450)
  - Abuelo: Rey Taejong de Joseon (13 de junio de 1367-30 de mayo de 1422)
  - Abuela: Reina Wongyeong del clan Yeoheung Min (29 de julio de 1365-18 de agosto de 1420)
- Madre: Reina Soheon del clan Cheongsong Shim (12 de octubre de 1395-19 de abril de 1446)
  - Abuelo: Shim On (1375-18 de enero de 1419)
  - Abuela: Dama Ahn del clan Sunheung Ahn (순흥 안씨); 1373-14  44)

- Reina Jeonghui del clan Papyeong Yun (8 de diciembre de 1418-6 de mayo de 1483).
  - Yi Se-hui, princesa Uiryeong (의령공주); 1437–?), primera hija - discutida.[a]
  - Yi Jang, príncipe heredero Uigyeong (1438-2 de septiembre de 1457), primer hijo.
  - Princesa Uisuk (의숙공주; 1441-15 de enero de 1478), segunda hija.
  - Yi Hwang, Gran Príncipe Haeyang (14 de enero de 1450-31 de diciembre de 1469), tercer hijo.
- Real Noble Consorte Geun del clan del Seonsan Park (근빈 박씨; 1425-1504).
  - Yi Seo, Príncipe Deokwon (덕원군 이서; 7 de abril de 1449-18 de agosto de 1498), segundo hijo.
  - Yi Seong, Príncipe Changwon (창원군 이성; 1458-14 de septiembre de 1505), cuarto hijo.
- Depuesta consorte real So-yong del clan Park ( 폐소용 박씨; 1417- 3 de octubre de 1465).
  - Yi A-ji (이아지; 1459-1463), quinto hijo.
- Consorte real Suk-won del clan Goryeong Shin ( 숙원 신씨; 1455-?).

## Ascendencia
|  |                                                                                 |  |  |  |  |  |  |  |  |  |  |  |  |  |  |  |
|  | 16. Hwanjo de Joseon / Ulus Bukha (조선 환조 이자춘) / (吾魯思不花)             |  |  |  |  |  |  |  |  |  |  |  |  |  |  |  |
|  |                                                                                 |  |  |  |  |  |  |  |  |  |  |  |  |  |  |  |
|  |                                                                                 |  |  |  |  |  |  |  |  |  |  |  |  |  |  |  |
|  | 8. Taejo de Joseon (조선 태조)                                                  |  |  |  |  |  |  |  |  |  |  |  |  |  |  |  |
|  |                                                                                 |  |  |  |  |  |  |  |  |  |  |  |  |  |  |  |
|  |                                                                                 |  |  |  |  |  |  |  |  |  |  |  |  |  |  |  |
|  | 17. Reina Uihye, del clan Yeongheung Choe (의혜왕후 최씨)                       |  |  |  |  |  |  |  |  |  |  |  |  |  |  |  |
|  |                                                                                 |  |  |  |  |  |  |  |  |  |  |  |  |  |  |  |
|  |                                                                                 |  |  |  |  |  |  |  |  |  |  |  |  |  |  |  |
|  | 4. Taejong de Joseon (조선 태종)                                                |  |  |  |  |  |  |  |  |  |  |  |  |  |  |  |
|  |                                                                                 |  |  |  |  |  |  |  |  |  |  |  |  |  |  |  |
|  |                                                                                 |  |  |  |  |  |  |  |  |  |  |  |  |  |  |  |
|  | 18. Han Gyeong, Príncipe Interno Ancheon (안천부원군 한경)                      |  |  |  |  |  |  |  |  |  |  |  |  |  |  |  |
|  |                                                                                 |  |  |  |  |  |  |  |  |  |  |  |  |  |  |  |
|  |                                                                                 |  |  |  |  |  |  |  |  |  |  |  |  |  |  |  |
|  | 9. Reina Sinui, del clan Cheongju Han (신의왕후 한씨)                           |  |  |  |  |  |  |  |  |  |  |  |  |  |  |  |
|  |                                                                                 |  |  |  |  |  |  |  |  |  |  |  |  |  |  |  |
|  |                                                                                 |  |  |  |  |  |  |  |  |  |  |  |  |  |  |  |
|  | 19. Dama Shin, del clan Saknyeong Shin (삭녕 신씨)                              |  |  |  |  |  |  |  |  |  |  |  |  |  |  |  |
|  |                                                                                 |  |  |  |  |  |  |  |  |  |  |  |  |  |  |  |
|  |                                                                                 |  |  |  |  |  |  |  |  |  |  |  |  |  |  |  |
|  | 2. Sejong el Grande (en hangul, 조선 세종)                                      |  |  |  |  |  |  |  |  |  |  |  |  |  |  |  |
|  |                                                                                 |  |  |  |  |  |  |  |  |  |  |  |  |  |  |  |
|  |                                                                                 |  |  |  |  |  |  |  |  |  |  |  |  |  |  |  |
|  | 20. Min Byeon (민변)                                                            |  |  |  |  |  |  |  |  |  |  |  |  |  |  |  |
|  |                                                                                 |  |  |  |  |  |  |  |  |  |  |  |  |  |  |  |
|  |                                                                                 |  |  |  |  |  |  |  |  |  |  |  |  |  |  |  |
|  | 10. Min Je, Príncipe Interno Yeoheung y duque Mundo (여흥부원군 문도공 민제)    |  |  |  |  |  |  |  |  |  |  |  |  |  |  |  |
|  |                                                                                 |  |  |  |  |  |  |  |  |  |  |  |  |  |  |  |
|  |                                                                                 |  |  |  |  |  |  |  |  |  |  |  |  |  |  |  |
|  | 21. Dama Heo, del clan Yangcheon Heo (양천 허씨)                                |  |  |  |  |  |  |  |  |  |  |  |  |  |  |  |
|  |                                                                                 |  |  |  |  |  |  |  |  |  |  |  |  |  |  |  |
|  |                                                                                 |  |  |  |  |  |  |  |  |  |  |  |  |  |  |  |
|  | 5. Reina Wongyeong, del clan Yeoheung Min (원경왕후 민씨)                       |  |  |  |  |  |  |  |  |  |  |  |  |  |  |  |
|  |                                                                                 |  |  |  |  |  |  |  |  |  |  |  |  |  |  |  |
|  |                                                                                 |  |  |  |  |  |  |  |  |  |  |  |  |  |  |  |
|  | 22. Song Seon (송선)                                                            |  |  |  |  |  |  |  |  |  |  |  |  |  |  |  |
|  |                                                                                 |  |  |  |  |  |  |  |  |  |  |  |  |  |  |  |
|  |                                                                                 |  |  |  |  |  |  |  |  |  |  |  |  |  |  |  |
|  | 11. Dama Song, del clan Yeosan Song (여산 송씨)                                 |  |  |  |  |  |  |  |  |  |  |  |  |  |  |  |
|  |                                                                                 |  |  |  |  |  |  |  |  |  |  |  |  |  |  |  |
|  |                                                                                 |  |  |  |  |  |  |  |  |  |  |  |  |  |  |  |
|  | 23. Dama Ha, del clan Dalseong Ha (달성 하씨)                                   |  |  |  |  |  |  |  |  |  |  |  |  |  |  |  |
|  |                                                                                 |  |  |  |  |  |  |  |  |  |  |  |  |  |  |  |
|  |                                                                                 |  |  |  |  |  |  |  |  |  |  |  |  |  |  |  |
|  | 1. Sejo de Joseon                                                               |  |  |  |  |  |  |  |  |  |  |  |  |  |  |  |
|  |                                                                                 |  |  |  |  |  |  |  |  |  |  |  |  |  |  |  |
|  |                                                                                 |  |  |  |  |  |  |  |  |  |  |  |  |  |  |  |
|  | 24. Shim Ryong (심룡)                                                           |  |  |  |  |  |  |  |  |  |  |  |  |  |  |  |
|  |                                                                                 |  |  |  |  |  |  |  |  |  |  |  |  |  |  |  |
|  |                                                                                 |  |  |  |  |  |  |  |  |  |  |  |  |  |  |  |
|  | 12. Shim Deok-bu (심덕부)                                                       |  |  |  |  |  |  |  |  |  |  |  |  |  |  |  |
|  |                                                                                 |  |  |  |  |  |  |  |  |  |  |  |  |  |  |  |
|  |                                                                                 |  |  |  |  |  |  |  |  |  |  |  |  |  |  |  |
|  | 25. Dama Kim (김씨)                                                             |  |  |  |  |  |  |  |  |  |  |  |  |  |  |  |
|  |                                                                                 |  |  |  |  |  |  |  |  |  |  |  |  |  |  |  |
|  |                                                                                 |  |  |  |  |  |  |  |  |  |  |  |  |  |  |  |
|  | 6. Shim On, Príncipe Interno Cheongcheon y duque Anhyo (청천부원군 안효공 심온) |  |  |  |  |  |  |  |  |  |  |  |  |  |  |  |
|  |                                                                                 |  |  |  |  |  |  |  |  |  |  |  |  |  |  |  |
|  |                                                                                 |  |  |  |  |  |  |  |  |  |  |  |  |  |  |  |
|  | 26. Mun Pil-dae (문필대)                                                        |  |  |  |  |  |  |  |  |  |  |  |  |  |  |  |
|  |                                                                                 |  |  |  |  |  |  |  |  |  |  |  |  |  |  |  |
|  |                                                                                 |  |  |  |  |  |  |  |  |  |  |  |  |  |  |  |
|  | 13. Dama Mun, del clan Incheon Mun (인천 문씨)                                  |  |  |  |  |  |  |  |  |  |  |  |  |  |  |  |
|  |                                                                                 |  |  |  |  |  |  |  |  |  |  |  |  |  |  |  |
|  |                                                                                 |  |  |  |  |  |  |  |  |  |  |  |  |  |  |  |
|  | 3. Reina Soheon, del clan Cheongsong Shim clan (en hangul, 소헌왕후 심씨)       |  |  |  |  |  |  |  |  |  |  |  |  |  |  |  |
|  |                                                                                 |  |  |  |  |  |  |  |  |  |  |  |  |  |  |  |
|  |                                                                                 |  |  |  |  |  |  |  |  |  |  |  |  |  |  |  |
|  | 14. Ahn Cheon-bo (안천보)                                                       |  |  |  |  |  |  |  |  |  |  |  |  |  |  |  |
|  |                                                                                 |  |  |  |  |  |  |  |  |  |  |  |  |  |  |  |
|  |                                                                                 |  |  |  |  |  |  |  |  |  |  |  |  |  |  |  |
|  | 7. Dama Ahn, del clan Sunheung Ahn (순흥 안씨)                                  |  |  |  |  |  |  |  |  |  |  |  |  |  |  |  |
|  |                                                                                 |  |  |  |  |  |  |  |  |  |  |  |  |  |  |  |
|  |                                                                                 |  |  |  |  |  |  |  |  |  |  |  |  |  |  |  |
|  | 15. Dama Kim, del clan Yeongju Kim (영주 김씨)                                  |  |  |  |  |  |  |  |  |  |  |  |  |  |  |  |
|  |                                                                                 |  |  |  |  |  |  |  |  |  |  |  |  |  |  |  |
|  |                                                                                 |  |  |  |  |  |  |  |  |  |  |  |  |  |  |  |

## En la cultura popular
- Interpretado por Kim Al-eum en la serie de televisión de MBC de 1983 El Rey del Palacio de Chudong .
- Interpretado por Nam Sung-woo en la serie de televisión de MBC de 1984-1985 500 años de Joseon: El árbol Ume en medio de la nieve .
- Interpretado por Seo In-seok en la serie de televisión KBS2 de 1994 Han Myung-hoi .
- Interpretado por Im Dong-jin en la serie de televisión KBS1 de 1998-2000, El Rey y la Reina .
- Interpretado por Choi Bong-sik en la serie de televisión Sayuksin de KBS2 de 2007.
- Interpretado por Kim Byung-se en la serie de televisión de SBS de 2007-2008 El rey y yo .
- Interpretado por Kim Yeong-cheol en la serie de televisión KBS2 de 2011 The Princess' Man .
- Interpretado por Kim Young-ho en la serie de televisión de JTBC de 2011 Insu, The Queen Mother .
- Interpretado por Lee Jung-jae en la película de 2013 The Face Reader .
- Interpretado por Go Young-bin en la serie de televisión Jang Yeong-sil de KBS1 de 2016.
- Interpretado por Park Hee-soon en la película de 2019 Jesters: The Game Changers .